# État de conservation numismatique
L'état de conservation d'une monnaie est un des paramètres déterminant son prix sur le marché de la numismatique de collection. L'évaluation d'un état est plus un art qu'une science. Néanmoins, elle est devenue un véritable enjeu sur le marché américain notamment, où la variation des prix d'un état à l'autre est importante. Des services d'évaluation sont apparus (PCGS, NGC, ANACS, PCI, ICG, etc.) et assurent une mise en coque des monnaies qui leur sont confiées avec annotation de leur état de conservation. Ces services permettent ainsi de sécuriser, d'évaluer et d'authentifier les objets numismatiques. Ils utilisent l'échelle de Sheldon.
Malgré le succès incontesté de ces nouvelles pratiques, chaque marché national de la numismatique de collection conserve sa propre échelle des états de conservation.

## Classification française
Les numismates français utilisent une échelle à 8 degrés :
| État                                    | Relief restant | Pièce identifiable | Légendes lisibles | Reliefs complets | Absence de chocs | Absence de rayures            | Velours de frappe              |
| --------------------------------------- | -------------- | ------------------ | ----------------- | ---------------- | ---------------- | ----------------------------- | ------------------------------ |
| AB : Assez beau                         | 10 %           | difficilement      | non               | non              | non              | rayures visibles à l'œil      | non                            |
| B : Beau                                | 25 %           | oui                | difficilement     | non              | non              | rayures visibles à l'œil      | non                            |
| TB : Très beau                          | 50 %           | oui                | oui               | reliefs partiels | non              | rayures visibles à l'œil      | non                            |
| TTB : Très très beau                    | 75 %           | oui                | oui               | oui              | oui              | rayures visibles à l'œil      | non                            |
| SUP : Superbe                           | 90 %           | oui                | oui               | oui              | oui              | éraflures visibles à la loupe | léger                          |
| SPL : Splendide                         | 100 %          | oui                | oui               | oui              | oui              | oui                           | oui, sauf sur les points hauts |
| FDC : Fleur de coin, BE : Belle épreuve | 100 %          | oui                | oui               | oui              | oui              | oui                           | oui                            |

Note : si des critères sont en contradiction, faire une moyenne, ou utiliser par exemple "TB+" ou "TB++".

## Classification européenne
Les numismates européens utilisent des échelles à 6 ou 8 degrés :
| France                                 | Allemagne                                | Royaume-Uni            | Italie              | Espagne                 |
| -------------------------------------- | ---------------------------------------- | ---------------------- | ------------------- | ----------------------- |
| AB : Assez beau                        | GE : Gut erhalten                        | AG : About Good        | -                   | RC : Regular Conservada |
| B : Beau                               | SGE : Sehr Gut Erhalten                  | G : Good               | B : Bello           | BC : Bien Conservada    |
| TB : Très beau                         | S : Schön                                | F : Fine               | MB : Molto Bello    | BC+                     |
| TTB : Très très beau                   | SS : Sehr schön                          | VF : Very fine         | BB : Bellissio      | MBC                     |
| SUP : Superbe                          | VZ : Vorzüglich                          | EF/XF : Extremely Fine | SPL : Splendido     | EBC                     |
| SPL : Splendide                        | UNZ : Unzirkuliert                       | MS : Mint state        | -                   | SC : Sin Circular       |
| BU: Brillant universel                 | St : Stempelglanz                        | UNC : Uncirculated     | FDC : Fior di Conio | FDC : Flor de Cuño      |
| FDC : Fleur de coin BE : Belle épreuve | SPgl : Spiegelglanz PP : Polierte Platte | PRF : Proof            | FS : Fondo Specchio | Prueba                  |

## Classification américaine
Le marché américain utilise l'échelle de Sheldon, à 70 degrés. Les prix atteints sur le marché américain nécessitent une plus grande précision dans la définition du degré d'une monnaie, en particulier dans les états de conservation les meilleurs où les prix peuvent doubler, tripler ou quadrupler d'un état de conservation à un autre.